# Albert Niemann (Mediziner)
Albert Niemann (* 23. Februar 1880 in Berlin; † 22. März 1921 ebenda) war ein deutscher Kinderarzt. Er ist Erstbeschreiber der Niemann-Pick-Krankheit.

## Leben
Albert Niemann war Sohn des Opernsängers Albert Niemann (1831–1917) und dessen zweiter Ehefrau, der Schauspielerin Hedwig Raabe. Sein jüngerer Bruder war der Maler und Kunstwissenschaftler Gottfried Niemann, ein Halbbruder aus der ersten Ehe seines Vaters war der Sänger und Maler Oscar Niemann.
Niemann studierte Medizin an den Universitäten Berlin, Freiburg und Straßburg und wurde in Straßburg promoviert. Von 1908 bis 1918 arbeitete er an der Berliner Universitätskinderklinik. 1919 übernahm Niemann die Leitung eines Säuglingsheims in Berlin-Halensee, im Jahr darauf erhielt er eine außerordentliche Professur für Kinderheilkunde.

## Wirken
1914 beschrieb Niemann als erster einen Fall der später als Niemann-Pick-Krankheit bezeichneten Erkrankung. Diese „lipoidzellige Splenohepatomegalie Typus Niemann“ wurde 1926 von Ludwig Pick histopathologisch vom Morbus Gaucher abgegrenzt und später nach den beiden Ärzten benannt.
Albert Niemann veröffentlichte 1920 ein Lehrbuch der Kinderheilkunde.

## Veröffentlichungen (Auswahl)
- Albert Niemann: Der Stoffwechsel bei exsudativer Diathese. Marcus & Weber, Bonn 1914.
- Albert Niemann: Kompendium der Kinderheilkunde mit besonderer Berücksichtigung der Säuglingskrankheiten. Karger, Berlin 1920.